# Île Brion

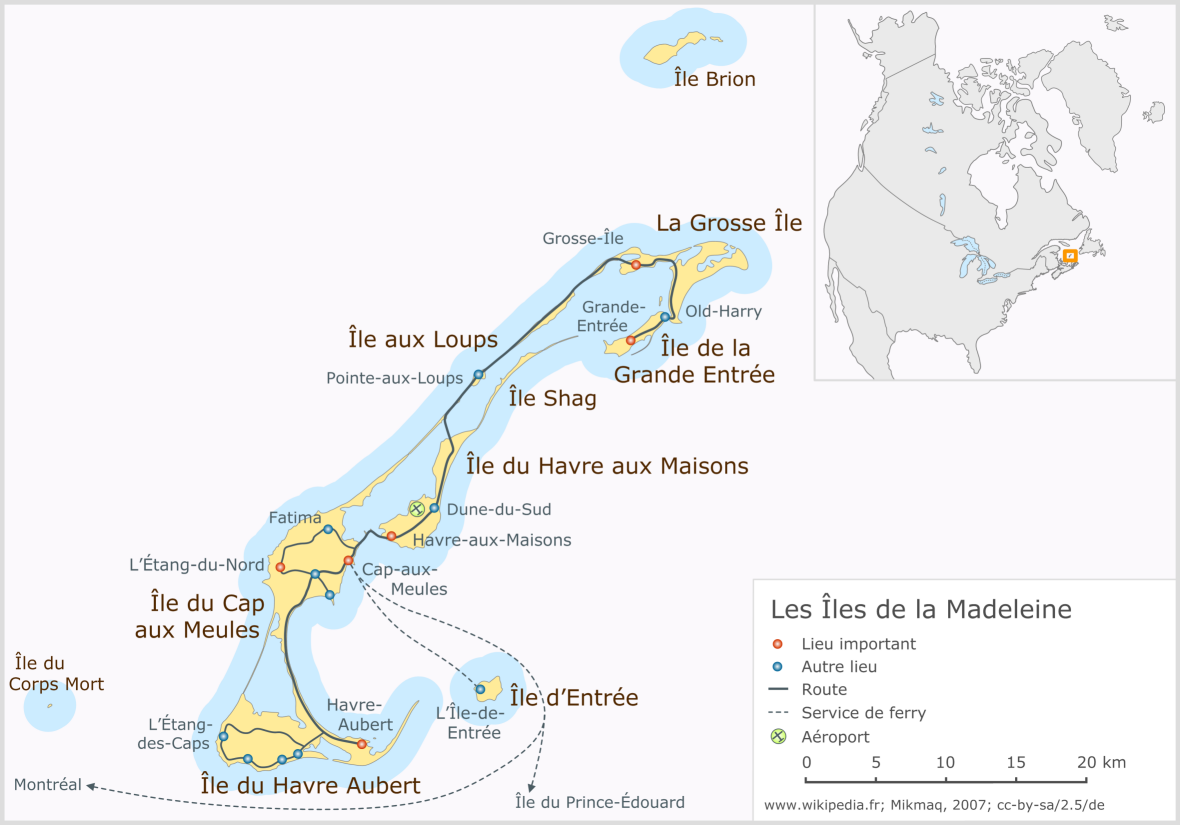
Karta över Îles de la Madeleine. Infällt: öarnas läge i Nordamerika.

Île Brion är en ö i Kanada.   Den ligger i provinsen Québec, i den östra delen av landet, 1 100 km öster om huvudstaden Ottawa. Arean är 7,0 kvadratkilometer. Ön tillhör ögruppen Îles de la Madeleine.
Terrängen på Île Brion är platt. Öns högsta punkt är 53 meter över havet. Den sträcker sig 2,9 kilometer i nord-sydlig riktning, och 5,7 kilometer i öst-västlig riktning.